# Дулебо, Антон Николаевич
Антон Николаевич Дулебо (1920—1983) — полковник Советской Армии, участник Великой Отечественной войны, Герой Советского Союза (1945).

## Биография
Антон Дулебо родился 14 января 1920 года в селе Дубовый Лог (ныне — Червенский район Минской области Белоруссии) в крестьянской семье. В 1937 году окончил два курса Минского индустриально-торфяного техникума, в 1938 году — курсы землеустроителей, после чего проживал и работал техником-землеустроителем в Новоаннинском районе Сталинградской (ныне — Волгоградской) области. В сентябре 1939 года Дулебо был призван на службу в Рабоче-крестьянскую Красную Армию. Служил в Забайкальском военном округе. В июле 1941 года окончил курсы младших лейтенантов. С августа 1942 года — на фронтах Великой Отечественной войны. Принимал участие в боях на Воронежском, Юго-Западном, Центральном, Белорусском, 1-м Белорусском фронтах. Три раза был ранен. Участвовал в освобождении Украинской ССР, битве за Днепр, Калинковичско-Мозырской операции, освобождении Ковеля, Люблин-Брестской операции, боях на Пулавском плацдарме, Висло-Одерской, Восточно-Померанской, Берлинской операциях. К январю 1945 года гвардии старший лейтенант Антон Дулебо командовал 1-м сабельным эскадроном 56-го гвардейского кавалерийского полка 14-й гвардейской кавалерийской дивизии 7-го гвардейского кавалерийского корпуса 1-го Белорусского фронта. Отличился во время форсирования Одера.
В ночь с 28 на 29 января 1945 года эскадрон Дулебо переправился через Одер и захватил населённый пункт Приттаг (ныне — Пшиток в восьми километрах к северо-востоку от польского города Зелёна-Гура), благодаря чему весь полк сумел беспрепятственно форсировать реку. 3 февраля 1945 года эскадрон попал в окружение, но Дулебо, умело руководя действиями подчинённых сумел с боем прорваться из него без потерь.
Указом Президиума Верховного Совета СССР от 27 февраля 1945 года за «образцовое выполнение боевых заданий командования на фронте борьбы с немецкими захватчиками и проявленные при этом мужество и героизм» гвардии старший лейтенант Антон Дулебо был удостоен высокого звания Героя Советского Союза со вручением ордена Ленина и медали «Золотая Звезда» за номером 7294.
После окончания войны Дулебо продолжил службу в Советской Армии. В 1948 году он окончил Ленинградскую высшую офицерскую бронетанковую школу, в 1954 году — Военную академию имени М. В. Фрунзе. В 1958—1969 годах был начальником 2-го отдела Хмельницкого горвоенкомата, а затем Хмельницким городским военным комиссаром. В августе 1969 года в звании полковника он был уволен в запас. Проживал в Хмельницком, занимался общественной деятельностью. Скончался 11 декабря 1983 года, похоронен в Хмельницком.
Был также награждён двумя орденами Красного Знамени, орденами Богдана Хмельницкого 3-й степени, Александра Невского, Отечественной войны 1-й и 2-й степеней, Красной Звезды, рядом медалей.